# Integridad científica
La definición de integridad científica se mantiene abierta en la comunidad científica y no hay un consenso común sobre su significado. Aun así, tal y como manifiesta la Declaración sobre integridad científica en investigación e innovación responsable elaborada por las Cátedras UNESCO de Bioética, es posible sistematizar como principios estructurales para una investigación e innovación responsable y respetuosa de la integridad científica, los imperativos de: verdad, rigor y objetividad, independencia, imparcialidad y neutralidad, cooperación y honestidad, transparencia y justicia, compromiso y responsabilidad social. La definición específica de «integridad» se centra en los procedimientos de las actividades científicas, evidenciando la existencia de un vínculo indisoluble entre su conceptualización teórica y su aplicación práctica.

## Las dimensiones operativas de la integridad científica
Dentro del amplio conjunto de actividades profesionales en las que se incluye la investigación científica, la integridad se impone primordialmente como deber, como un requisito ético-legal común a la mayoría de los códigos deontológicos. La definición operativa de la integridad científica hace referencia a las diferentes modalidades en que se aplica a cada realidad concreta en la práctica. Se puede definir desde una vía positiva, que respeta la integridad científica, y desde una vía negativa, que viola la integridad científica. 

#### Vía positiva
Hace relación a los estándares ideales que las instituciones deberían cumplir para promover la integridad científica. Son las denominadas conductas de investigación responsables, de difícil definición consensuada entre toda la comunidad. Aunque no tenga una definición tan precisa como las conductas de la vía negativa, las conductas respetuosas de la integridad científica están vinculadas a la honestidad, en el compromiso con la verdad, en la preservación de la libertad de acción en relación con presiones exteriores a la profesión y en la neutralidad de la práctica profesional en relación con intereses particulares, ajenos a la investigación en un marco de Investigación e Innovación Responsable. 
En este sentido, diferentes Instituciones implicadas en la investigación científica han ofrecido propuestas específicas propias para asegurar el cumplimiento de la integridad científica. A continuación se muestran algunos ejemplos: 
| Año  | Declaración                                                                       | Miembros involucrados | Puntos clave |
| ---- | --------------------------------------------------------------------------------- | --- | --- |
| 2010 | Declaración de Singapur sobre Integridad en Investigación                         | 2a Conferencia Mundial sobre Integridad en la Investigación | Destaca los principios de honestidad, imputabilidad, cortesía profesional, justicia y buena administración |
| 2010 | Código de Conducta para la Integridad en Investigación                            | Fundación para la Ciencia Europea / Academias Europeas ALLEA | Valora la honestidad, confianza, objetividad, imparcialidad e independencia, apertura y accesibilidad, derecho al cuidado, justicia y responsabilidad con respecto al futuro                                                                      |
| 2013 | Declaración de Montreal sobre Integridad en Investigación                         | Tercera Conferencia Mundial sobre Integridad en la Investigación | Establece diferentes niveles de responsabilidad de los socios individuales o institucionales en investigación colaborativa transfronteriza |
| 2013 | Declaración sobre Principios en Integridad en Investigación                       | Consejo de Investigación Global | Destaca la honestidad, responsabilidad, justicia y la rendición de cuentas |
| 2016 | Declaración sobre integridad científica en investigación e innovación responsable | Cátedras UNESCO de Bioética de la Universidad de Barcelona y la Universidad Católica Portuguesa-Oporto. Sus autores son las Dras. María Casado (Observatorio de Bioética y Derecho - Universidad de Barcelona), María Do Ceu Patrao Neves (Universidad de las Azores), Itziar de Lecuona (Universidad de Barcelona), Ana Sofía Carvalho (Universidad Católica Portuguesa) y Joana Araújo (Universidad Católica Portuguesa) | Destaca los imperativos de verdad, rigor y objetividad, independencia, imparcialidad y neutralidad, cooperación y honestidad, transparencia y justicia, compromiso y responsabilidad social en un marco de Investigación e Innovación Responsable |

#### Vía negativa
Por otro lado, una vía negativa de entender la función operativa de la integridad científica, donde existe un consenso más global en relación con su significado en la comunidad científica, consiste en entenderla como aquellas conductas que promueven la violación de la integridad científica, identificando y caracterizando las situaciones concretas que constituyen riesgos efectivos de violación de dicha integridad. En relación con este punto se han establecido dos tipos de dimensiones que vulneran la integridad científica: los fraudes científicos y las prácticas cuestionables. 
Existe un claro consenso en la comunidad científica sobre la atribución de «fraude científico» principalmente a tres prácticas fundamentales (las FFP): fabricación de datos, a través de la presentación de resultados inventados por el responsable; la falsificación, a través de la manipulación de los procesos de investigación y/o de los resultados, y el plagio, a través de la apropiación del trabajo intelectual de otros sin reconocerles su autoría. Por otro lado, las designadas «prácticas cuestionables» engloban, según la OCDE: la práctica de investigación censurable, la conducta censurable relativa a datos, la conducta censurable relativa a publicaciones, la conducta personal censurable, la conducta financiera y otras censurables. Siendo los fraudes científicos más graves que las prácticas cuestionables, pero no existiendo aun criterios claros que distingan ambas prácticas. 
Como apunta el estudio “Reparing Research Integrity” elaborado en 2008 por Sandra L. Titus, James A. Wells y Lawrence J. Rhoades las prácticas éticamente cuestionables en el mundo de la ciencia pueden darse en todos los niveles de la investigación y muchas no son denunciadas. Siendo las malas prácticas más habituales la falsificación de datos y el plagio.

## Causas de las conductas éticamente censurables
Las causas que pueden generar malas prácticas en la investigación científica pueden agruparse en torno a tres factores:
- Individuales: Están asociadas a comportamientos inadecuados de los miembros de la comunidad científica.
- Organizativas: Se relacionan con la naturaleza de las relaciones interpersonales dentro de una organización
- Estructurales: Tienen que ver, esencialmente, con la forma de evaluar la ciencia y a los científicos.

## Consecuencias de las conductas éticamente censurables
Las malas prácticas científicas impactan negativamente en distintos actores sociales que se relacionan de un modo o de otro con la investigación científica: 
- Investigadores: Una mala práctica científica perjudica la carrera y la reputación de los investigadores
- Participantes en investigación: Los participantes en los ensayos clínicos pueden sufrir nefastas consecuencias cuando los tratamientos que reciben están basados en datos falsos o incompletos.
- Instituciones: La huella de un comportamiento de esta naturaleza puede afectar colateralmente a otros colegas de la institución, creando desconfianzas infundadas entre el resto de los investigadores que pertenecen a la institución, y a la financiación
- En el conjunto de la sociedad: Las malas prácticas científicas provocan unos efectos muy negativos en la ciudadanía: desconfianza, falta de interés por los procesos de creación del conocimiento y su transferencia a la sociedad.

## Mecanismos para fortalecer la integridad científica en las instituciones
Tal y como apunta la Dra. Casado del Observatorio de Bioética y Derecho de la UB, existen muchos mecanismos para promover la integridad científica en las instituciones. Por ejemplo, fomentar una cultura de la integridad científica en la comunidad educativa y en la comunidad investigadora, adoptar la Declaración Universal sobre Bioética y Derechos Humanos de la Unesco como texto de referencia en investigación e innovación responsable en educación superior, incentivar una política nacional de integridad científica, alentar a las instituciones de educación superior y centros de investigación para que adopten un código de ética y buenas prácticas propio o integrar los elementos que caracterizan a la investigación e innovación responsable en los procedimientos articulados por las instituciones de educación superior, a saber: alcanzar la igualdad de género, involucrar a la ciudadanía desde la concepción del proyecto, promover la educación científica, compartir los resultados mediante políticas de acceso abierto y promover una gobernanza de la investigación e innovación reflexiva y anticipatoria. A su vez, la Dra. Sandra Titus de la Oficina de Integridad en la Investigación de los Estados Unidos también pone de manifiesto la necesidad de promover medidas para protegir a los denunciantes de males prácticas, fomentar la educación en integridad científica en todos los niveles de investigación y encontrar mecanismos alternativos para proteger la integridad científica de las instituciones.